# 박준선 (1923년)
박준선(1923년 5월 26일~2001년 2월 17일)은 대한민국의 정치인이다. 제5대 국회의원을 지냈다.

## 역대 선거 결과
|  | 47.70% |

|  | 34.62% |

|  | 17.72% |